# Schadstoffemissionsregister

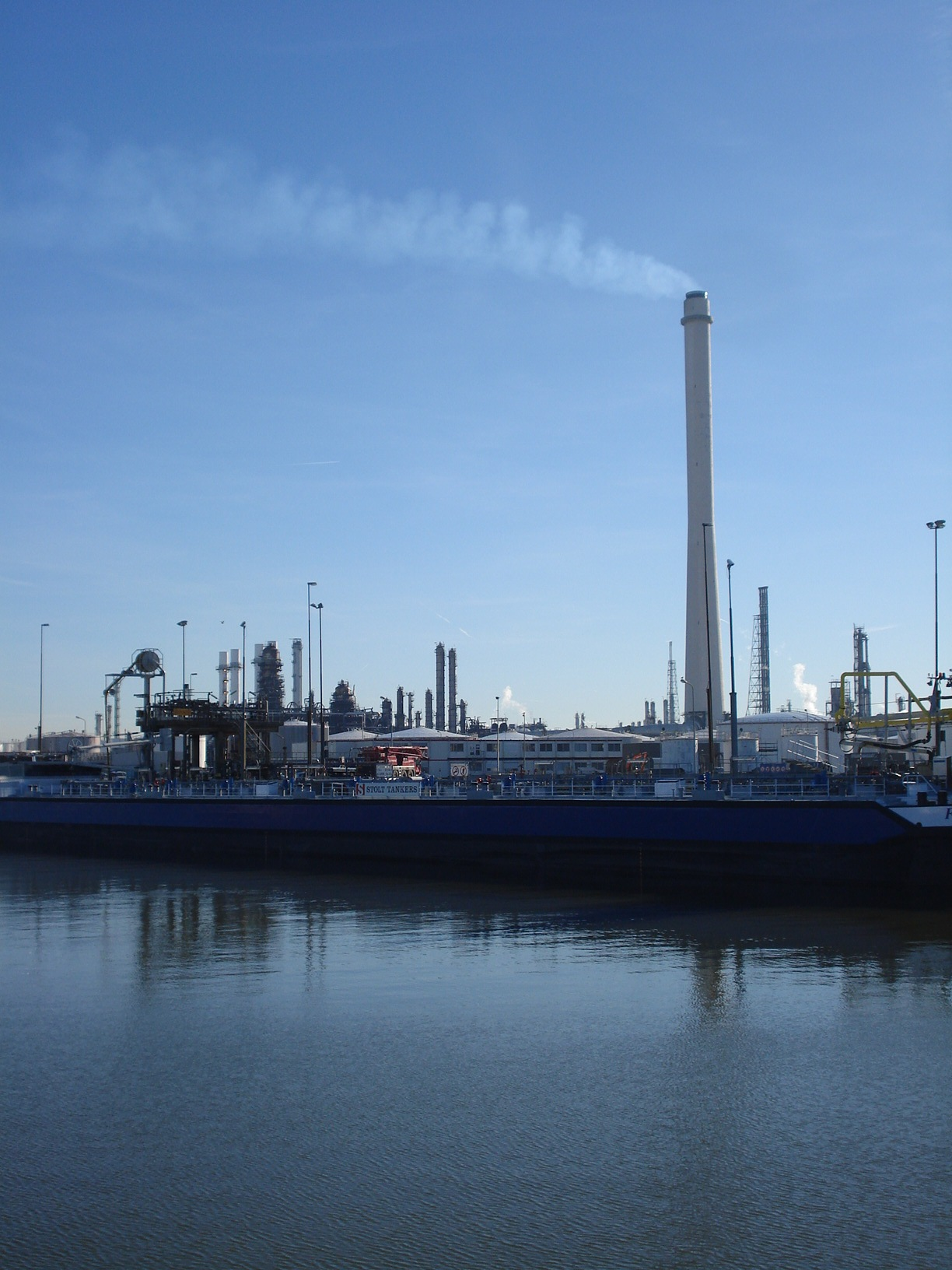
Raffinerieanlage von Shell in Pernis

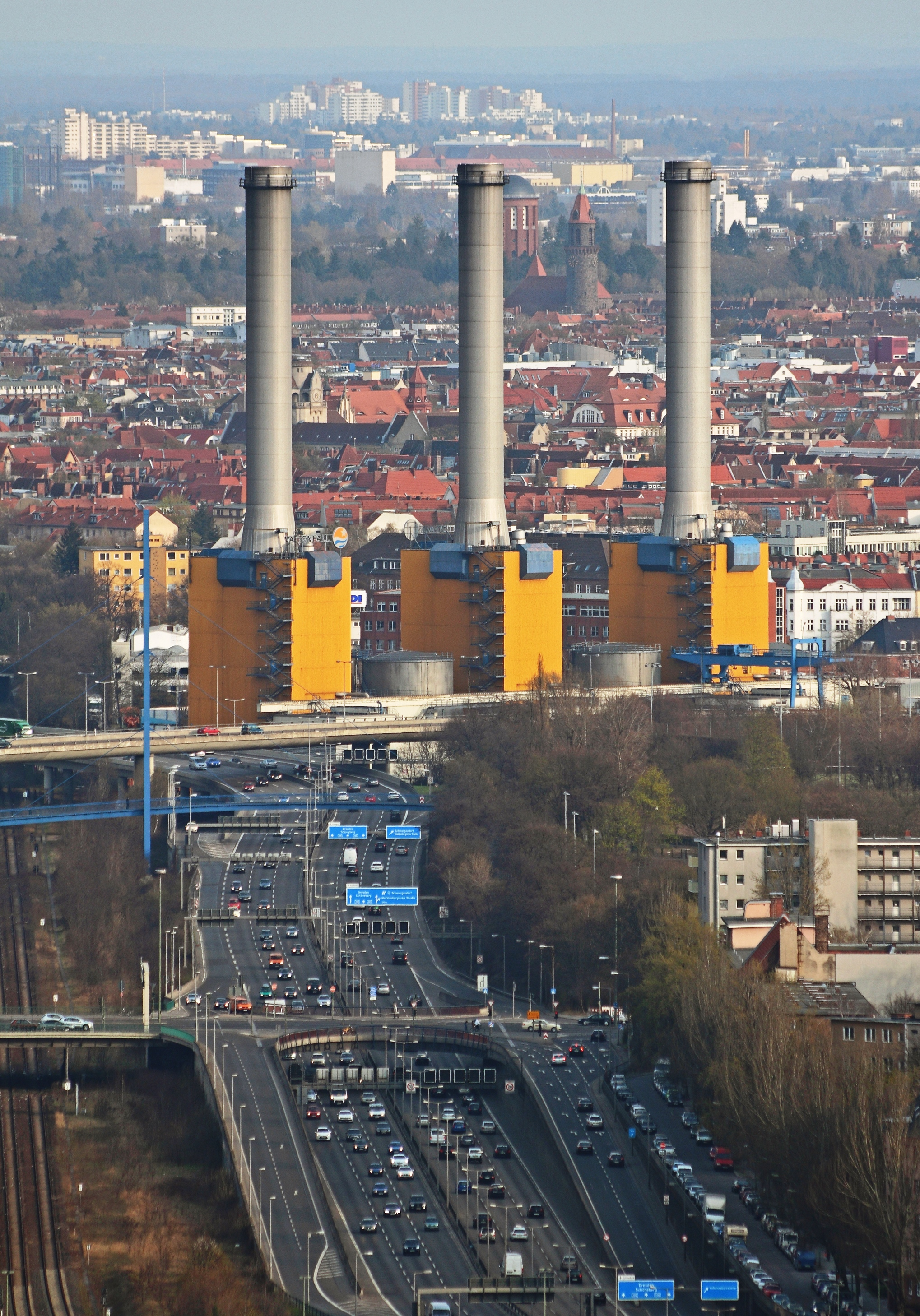
Blick auf die Autobahn A 100 und das Kraftwerk Wilmersdorf

Ein Schadstoffemissionsregister (Pollutant Release and Transfer Register – PRTR) ist eine nationale oder internationale Datenbank, die Daten zu Freisetzungen (Emissionen) von (Schad)stoffen enthält. In der Regel werden die im Schadstoffemissionsregister erfassten Stoffe von industriellen Betriebseinrichtungen (Punktquellen) freigesetzt. Es können aber auch Emissionen aus diffusen Quellen (z. B. Verkehr oder landwirtschaftliche Tätigkeiten) berücksichtigt werden.
Die Daten können umfassen:
- die Freisetzungsmengen (Emissionen) in die Luft
- die Immissionen auf die Erdoberfläche
- die Einleitungsmengen in Gewässer und/oder
- den Eintrag in den Boden
- Abfallmengen.

Schadstoffemissionsregister können Teil eines Umweltinformationssystems sein, oder dort veröffentlicht werden.

## Geschichte
Während anfangs die Daten in einigen Registern noch auf freiwilliger Basis erhoben bzw. von den Behörden selber eingestellt wurden, gibt es heute aufgrund internationaler Vereinbarungen definierte Anforderungen hinsichtlich
- der zu meldenden Stoffe (z. B. bei Überschreitung des stoffspezifischen Schwellenwertes)
- der Betriebe, die melden müssen (z. B. in Abhängigkeit von der Art und/oder Größe des Betriebes)
- und der Berichthäufigkeit (in der Regel jährlich).

Die von der Berichtspflicht betroffenen Unternehmen teilen den zuständigen Stellen in ihrem Land in festgelegten Zeitabständen mit einem Meldeformular für jeden der im entsprechenden nationalen Register erfassten Stoffe, die sich von Land zu Land unterscheiden können, ihre Emissions- und ggf. Abfallmengen mit. Unter Wahrung der Unternehmensinteressen sollen diese Daten dann der Öffentlichkeit, beispielsweise über das Internet, im Rahmen der Informationsfreiheit zugänglich gemacht werden (Right to know).
Mittlerweile gibt es in vielen Ländern Schadstoffemissionsregister, von denen einige lange vor dem Abschluss internationaler Vereinbarungen eingerichtet wurden.
| Land                     | Name des Registers                                                  | nationale Erfassung | internationale Erfassung | Bemerkungen | Link                                                                           |
| ------------------------ | ------------------------------------------------------------------- | ------------------- | ------------------------ | --- | ------------------------------------------------------------------------------ |
| Australien               | National Pollution Inventory (NPI)                                  | x                   | –                        | Liste wird jährlich aktualisiert; seit Juli 2001 ist die Zahl der Stoffe, deren Emissionsmengen mitgeteilt werden müssen, von 36 auf 90 erhöht worden (Stand: 2004) | npi.gov.au                                                                     |
| USA                      | Toxic Release Inventory (TRI)                                       | x                   | –                        | 1987 eingeführt und 1990 erweitert; erfasst sind etwa 650 Stoffe und Stoffgruppen, die die menschliche Gesundheit oder die Umwelt beeinflussen können oder für die in den USA Grenzwerte gelten; Berichtspflicht wenn jeweiliger Schwellenwert überschritten wird | epa.gov                                                                        |
| Kanada                   | National Pollution Release Inventory (NPRI)                         | x                   | –                        | 1993 eingeführt; jährliche Aktualisierung der erfassten Stoffe; erfasst sind mehr als 300 Stoffe und Stoffgruppen, deren Emissionen bei Erfüllung der Berichtskriterien von ca. 8.000 kanadischen Betrieben berichtet werden müssen | ec.gc.ca                                                                       |
| Europäische Gemeinschaft | European Pollutant Emission Register (EPER)                         | x                   | x                        | Start am 23. Februar 2004; enthält Informationen über die jährlichen Emissionen von ca. 10.000 industriellen Betriebseinrichtungen in 15 Mitgliedstaaten der EU sowie in Norwegen und Ungarn (vor allem für das Jahr 2001) (weiteres s. Text unten) | eper.cec.eu.int                                                                |
| Europäische Gemeinschaft | European Pollutant Release and Transfer Register (E-PRTR)           | x                   | x                        | Ersetzt seit 2007 das EPER; erste Datenveröffentlichung in 2009; für weitere Details s. Text unten | europa.eu                                                                      |
| Deutschland              | Pollutant Release and Transfer Register (PRTR)                      | x                   | –                        | Die deutsche Verpflichtung zum Aufbau eines nationalen PRTR ergibt sich aus dem PRTR-Protokoll, das Deutschland zusammen mit 35 weiteren Staaten und der EU am 21. Mai 2003 in Kiew gezeichnet hat. Das deutsche Ausführungsgesetz ist am 13. Juni 2007 in Kraft getreten. | thru.de; eper.de                                                               |
| Niederlande              | Pollutant Emission Register (PER) / Emission Inventory System (EIS) | x                   | –                        | 1974 als Emissionsdatenbank ohne öffentlichen Zugang und auf freiwilliger Basis angelegt; Register enthält Daten zu Emissionen aus industriellen und nicht-industriellen Quellen von ca. 800 Stoffen und Stoffgruppen in die Luft, ins Wasser und in den Boden; seit 1998 zusätzlich Daten zum Abfall; zusätzliche Berücksichtigung diffuser Quellen                                                                                                 | emissieregistratie.nl (neue Web Site ist zurzeit (Stand: Juli 2006) im Aufbau) |
| Frankreich               | Registre Français des Emissions Polluantes (IREP)                   | x                   | –                        | Beinhaltet 44 Luft- und 61 Wasserschadstoffe; Daten seit 2003; Daten rückwirkend bis 2000 sollen nachträglich erfasst werden | irep.ecologie.gouv.fr                                                          |
| Großbritannien           | Pollution Inventory (PI)                                            | x                   | –                        | Manchmal auch als Inventory of Sources and Releases (ISR) bezeichnet; basiert auf dem 1990 eingeführten Chemical Release Inventory (CRI); seit 1998 PI; erfasst sind ca. 200 Stoffe und Stoffgruppen für die Bereiche Luft, Wasser, und verbrachte Abfälle, die von großen Industriebetrieben in England und Wales bei Überschreitung bestimmter Schwellenwerte berichtet werden müssen; Stoffliste wurde für das Berichtsjahr 2006 erneut angepasst | environment-agency.gov.uk                                                      |
| Österreich               | EPER-Datenbank                                                      | x                   | –                        | Beinhaltet Daten zu Schadstoffemissionen in Luft und Wasser der 400 größten österreichischen Industriebetriebe | umweltbundesamt.at                                                             |
| Norwegen                 | Pollutant Release and Transfer Register (PRTR)                      | x                   | –                        | Basiert auf dem 1978 aufgebauten nationalen Überwachungssystem INKOSYS und wurde mit Unterstützung der OECD den modernen Anforderungen angepasst | sft.no                                                                         |

## Internationale Abkommen

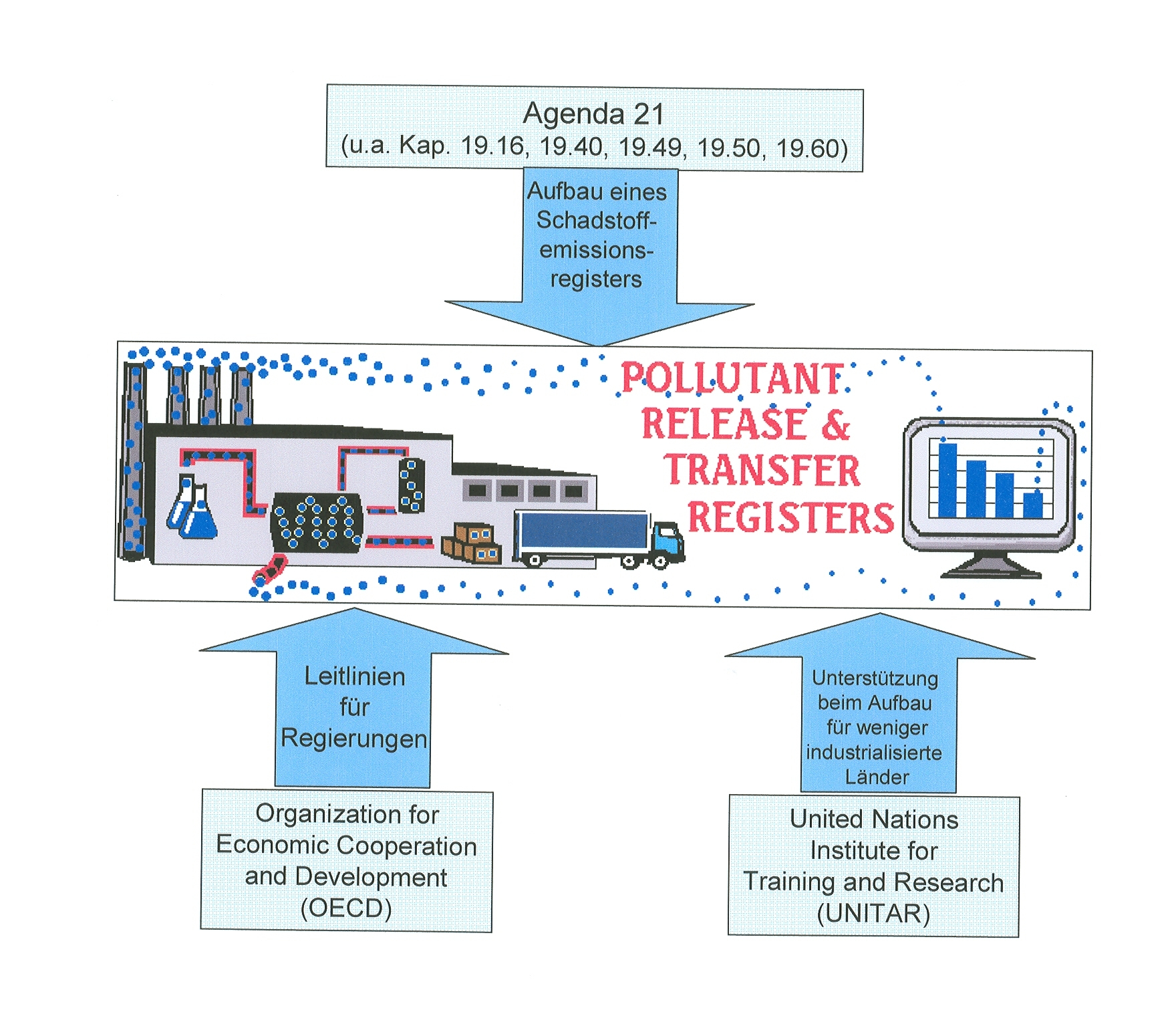
Schadstoffemissionsregister: Auftrag und Unterstützung

Der Aufbau von Schadstoffemissionsregistern ist eine Forderung aus dem Kapitel 19 der im Juni 1992 auf der Konferenz der Vereinten Nationen für Umwelt und Entwicklung in Rio de Janeiro verabschiedeten Agenda 21. Die Agenda 21 betont das später auch in der Aarhus-Konvention von 1998 festgeschriebene Recht der Öffentlichkeit auf den Zugang von Informationen über die Freisetzung und Verwendung von gefährlichen Stoffen. Ziel der Schadstoffemissionsregister ist es, die wichtigsten Emissionen zu erfassen und durch die Veröffentlichung auf eine Reduzierung der emittierten Mengen hinzuwirken (öffentlicher Druck) bzw. diese besser (durch staatliche Organe) kontrollieren zu können.

## Das Europäische Schadstoffemissionsregister (EPER)
Die Kommission der Europäischen Gemeinschaften hat am 17. Juli 2000 mit der Entscheidung 2000/479/EG den Aufbau eines Europäischen Schadstoffemissionsregisters (EPER) beschlossen. Nach dieser Entscheidung erstatten die Mitgliedsstaaten der Kommission alle drei Jahre Bericht über die Emissionen von in einer anderen Richtlinie (96/61/EG) definierten Unternehmen. Dabei muss dieser Bericht insbesondere Angaben über die in Luft und Wasser erfolgten Emissionen aller Schadstoffe enthalten, deren im Anhang A1 der Entscheidung 2000/479/EG festgelegten Schwellenwerte überschritten wurden. Im Anhang A1 sind 50 Stoffe erfasst, die in 5 Gruppen unterteilt sind:
1. Umweltprobleme [z. B. Die 6 Treibhausgase: CO2 (Kohlendioxid), CH4 (Methan), N2O (Distickstoffoxid), HFC (teilfluorierte Kohlenwasserstoffe), PFC (perfluorierte Kohlenwasserstoffe), SF6 (Schwefelhexafluorid), NH3 (Ammoniak)],
2. Schwermetalle (z. B. die Edelmetalle sowie Bismut, Eisen, Kupfer, Blei, Zink, Zinn, Nickel, Cadmium, Chrom, Quecksilber und Uran),
3. chlorhaltige organische Stoffe [z. B. CH2Cl2 (Dichlormethan), C6Cl6 (Hexachlorbenzol)],
4. sonstige organische Verbindungen [z. B. C6H6 (Benzol), zinnorganische Verbindungen] und
5. sonstige Verbindungen (z. B. Cyanide, Fluor und anorganische Fluorverbindungen).

Seit 2004 kann der interessierte Bürger über das Internet Einblick in die jährlichen Emissionen
in die Luft und in Gewässer aus großen Industriebetrieben, Intensivtierhaltungen und Deponien in seinem Land oder in Europa (bestehend aus den 15 Mitgliedsstaaten der EU sowie Norwegen und Ungarn) erhalten:
| Land                     | Zahl der erfassten Betriebe/Anlagen | Internet-Link      |
| ------------------------ | ----------------------------------- | ------------------ |
| Deutschland              | 1835                                | prtr.bund.de       |
| Österreich               | 400                                 | umweltbundesamt.at |
| Europäische Gemeinschaft | 9387                                | prtr.ec.europa.eu  |

Das EPER wurde ab 2007 durch das Europäisches Schadstoff-Freisetzungs- und Verbringungsregister (E-PRTR bzw. EPRTR) ersetzt. Die entsprechende Verordnung (EG) Nr. 166/2006 vom 18. Januar 2006 wurde am 4. Februar 2006 im Amtsblatt der Europäischen Union veröffentlicht. Das E-PRTR wird neben den Emissionen in die Luft und in das Wasser auch Daten über Emissionen in den Boden und über das Abfallaufkommen enthalten.

## Das Europäische Schadstoff-Freisetzungs- und Verbringungsregister (E-PRTR)

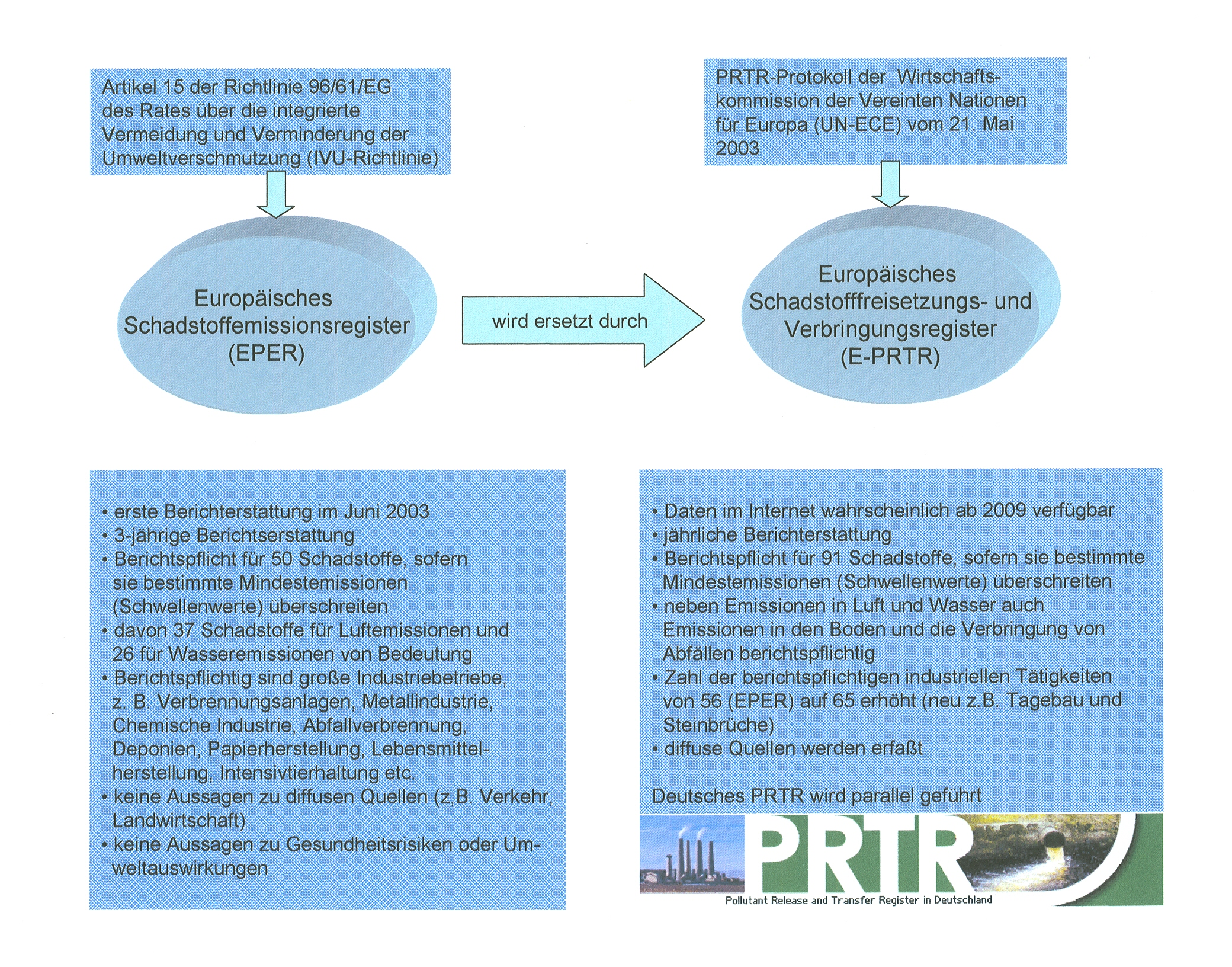
Übergang vom EPER zum E-PRTR

Am 21. Mai 2003 hat die Europäische Gemeinschaft das UN-ECE-Protokoll über Register zur Erfassung der Freisetzung und Verbringung von Schadstoffen (PRTR-Protokoll) in Kiew im Rahmen der fünften Ministerkonferenz „Umwelt für Europa“ unterzeichnet. Es handelt sich um das erste multilaterale Abkommen über Register zur Erfassung der Freisetzung und Verbringung von Schadstoffen, das rechtsverbindlich ist und über die Grenzen der EU hinausgeht. Sein Ziel ist die Einrichtung einheitlicher und der Öffentlichkeit zugänglicher nationaler Register zur Erfassung der Freisetzung und Verbringung von Schadstoffen in jedem Mitgliedstaat. Durch die Unterzeichnung des Protokolls durch die EU selber, verpflichtet sich diese ebenfalls zum Aufbau eines PRTR, nämlich des Europäischen Schadstoff-Freisetzungs- und Verbringungsregisters, E-PRTR. Dieses erhält seine Daten von den nationalen PRTR der Mitgliedsstaaten. Die Verordnung (EG) 166/2006 des Europäischen Parlaments und des Rates vom 18. Januar 2006 über die Schaffung eines Europäischen Registers zur Erfassung der Freisetzung und Übertragung von Schadstoffen und zur Änderung der Richtlinie 91/689/EWG und Richtlinie 96/61/EG des Rates stellt die Grundlage für die Einrichtung eines PRTR in Form einer der Öffentlichkeit zugänglichen elektronischen Datenbank auf EU-Ebene dar.
Im Vergleich zum EPER enthält das E-PRTR Informationen zu mehr Schadstoffen, mehr Tätigkeiten (industrielle Bereiche), zur Freisetzung in Böden, zur Freisetzung aus diffusen Quellen und zur Verbringung von Abfällen außerhalb eines Produktionsstandortes.
Das deutsche Bundeskabinett hat am 26. Juli 2006 mit dem PRTR-Ausführungsgesetz sowie dem PRTR-Ratifizierungsgesetz ein Regelungspaket zur Einführung eines Schadstoffregisters nach dem PRTR-Protokoll (Pollutant Release and Transfers Register) beschlossen.

## Kritik an Schadstoffemissionsregistern
Neben der national individuellen Auswahl der in den einzelnen Schadstoffemissionsregistern erfassten Stoffe und Stoffgruppen (Hinweis: die E-PRTR-Verordnung schreibt den europäischen Mitgliedsstaaten den Mindestumfang an Stoffen/Stoffgruppen vor) sind insbesondere die unterschiedlichen Schwellenwerte (s. Tabelle „Schwellenwerte“) Gegenstand der Kritik an Schadstoffemissionsregistern. Liegt in einem Betrieb die freigesetzte Menge eines Stoffes unterhalb des festgelegten Schwellenwertes, so braucht der Betrieb diese Menge nicht zu melden. Mit anderen Worten: die in einem Schadstoffemissionsregister veröffentlichten Freisetzungsmengen entsprechen häufig nicht den tatsächlich insgesamt freigesetzten Mengen, sondern liegen in der Regel darunter.
| Stoff               | E-PRTR (Europa) | NPRI (Kanada) | NPI (Australien) |
| ------------------- | --------------- | ------------- | ---------------- |
| Kohlenmonoxid, CO   | 500 t/a         | 20 t/a        | 10 t/a           |
| Schwefeldioxid, SO2 | 150 t/a         | 20 t/Jahr     | 10 t/a           |
| Stickoxide, NOx     | 100 t/a         | 20 t/Jahr     | 400 t/a          |
| Feinstaub, PM10     | 50 t/a          | -             | 400 t/a          |